# Уметбаево (Белорецкий район)
Уметбаево (баш. Өмөтбай) — деревня в Белорецком районе Республики Башкортостан России. Входит в состав Зигазинского сельсовета.

## География

### Географическое положение
Расстояние до:
- районного центра (Белорецк): 110 км,
- центра сельсовета (Зигаза): 14 км,
- ближайшей ж.-д. станции (Улу-Елга): 68 км.

## Население
| 2002 | 2009 | 2010 |
| ---- | ---- | ---- |
| 54   | ↘44  | ↘32  |

Согласно переписи 2002 года, преобладающая национальность — башкиры (100 %).